# بهشت تبهکاران
بهشت تبهکاران فیلم ایرانی به نویسندگی و کارگردانی مسعود جعفری جوزانی و تهیه کنندگی فتح‌الله جعفری جوزانی و علی قائم‌مقامی محصول ۱۴۰۱–۱۴۰۲ است.

## داستان
در سال ۱۳۲۹ حسن جعفری کارمند شرکت نفت انگلیس متهم به قتل احمد دهقان صاحب امتیاز روزنامه تهران مصور و مالک تئاتر نصر (تماشاخانه تهران) می‌شود.

## حواشی نمایش در جشنواره
در روزهای ابتدائی چهل و دومین دوره جشنواره بین‌المللی فیلم فجر، نسخه ای از فیلم بهشت تبهکاران که در اختیار هیئت انتخاب جشنواره بود به صورت ناقص و بدون موسیقی، صداگذاری و با پرده سبز توسط مدیران جشنواره پخش شد که اعتراض سازندگان فیلم را به همراه داشت.

## واکنش سازندگان فیلم
مسعود جعفری جوزانی در جلسه مطبوعاتی جشنواره فیلم فجر با عصبانیت گفت: اینکه این نسخه اینگونه اکران شد کار غیرحرفه‌ای بود اینکه ما هرکاری می‌خواهیم انجام دهیم آن را امنیتی می‌کنیم، خیلی عجیب است، پرسش من این است در کجای دنیا تا این میزان اکران برای فیلم‌ها می‌گذارند. اتفاقی که برای این فیلم رخ داد، چیزی نیست که آن را توجیه کنیم و این فقط یک توهین به ما نبود توهین به مردم هم بود، خیلی اشتباه کردند فیلمی را که من برای سنجش به آن‌ها داده بودم به اکران مردمی گذاشتند تماس گرفتیم گفتیم چرا چنین اتفاقی رخ داده است یک نفر گفت من دیوانه‌ام هر کاری می‌کنم، خب حتماً دیوانه است دیگر، کارش را هم که انجام داد.
او در اعتراض به نبود فرصت برای تحویل نسخه اکران شده گفت: من دو سال پیش خودم داور جشنواره بودم یک فیلم را روز هجدهم به جشنواره تحویلی دادند. این کار را کردند که هنرمند خراب شود؟ من خراب نمی‌شوم، عاشق ایرانم و همیشه گفت و کارم را هم برای کشورم ساختم. مشکل این است همه چیز را امنیتی می‌کنیم و هر سال هم می‌خواهیم چرخ را دوباره از نو اختراع کنیم و این کاری که انجام دادند به شدت اشتباه و خیانت در امانت بود
علی قائم مقامی تهیه‌کننده در نشست خبری گفت: فیلم «بهشت تبهکاران» از لحاظ پروداکشن و مسائل فنی پروژه سنگینی بود. چند روز قبل از شروع جشنواره فیلم فجر، با مدیران جشنواره صحبت کردم که دو روز برای رساندن نسخه نهایی به ما وقت بدهند اما قبول نکردند و گفتند قانون برای همه یکسان است و بلیت‌فروشی انجام شده و نمیشه مردم پشت در بمونند در دو روز اول جشنواره نسخه فیلم ما که روی پرده رفت، ناقص بود. نسخه ای بود که برای بازبینی هیئت انتخاب جشنواره ارائه شده بود! بدون موسیقی، صداگذاری با پرده سبز! ای کاش اینگونه پخش نمی‌شد و مردم فیلم کامل را می‌دیدند. حالا قضاوت با شماست.

## جوایز و افتخارات

### جشنواره فیلم فجر
| مراسم                        | تاریخ برگزاری | رده                        | نامزد              | نتیجه    | منبع  |
| ---------------------------- | ------------- | -------------------------- | ------------------ | -------- | ----- |
| چهل و دومین جشنواره فیلم فجر | ۲۲ بهمن ۱۴۰۲  | بهترین چهره پردازی         | مهین نویدی         | نامزدشده | [ ۲ ] |
| چهل و دومین جشنواره فیلم فجر | ۲۲ بهمن ۱۴۰۲  | بهترین جلوه‌های ویژه میدانی | آرش آقابیگ         | نامزدشده | [ ۲ ] |
| چهل و دومین جشنواره فیلم فجر | ۲۲ بهمن ۱۴۰۲  | بهترین طراحی لباس          | اصغرنژاد ایمانی    | نامزدشده | [ ۲ ] |
| چهل و دومین جشنواره فیلم فجر | ۲۲ بهمن ۱۴۰۲  | بهترین فیلمبرداری          | امیر کریمی         | نامزدشده | [ ۲ ] |
| چهل و دومین جشنواره فیلم فجر | ۲۲ بهمن ۱۴۰۲  | بهترین بازیگر مکمل مرد     | رضا یزدانی         | نامزدشده | [ ۲ ] |
| چهل و دومین جشنواره فیلم فجر | ۲۲ بهمن ۱۴۰۲  | بهترین بازیگر مکمل زن      | لادن مستوفی        | نامزدشده | [ ۲ ] |
| چهل و دومین جشنواره فیلم فجر | ۲۲ بهمن ۱۴۰۲  | بهترین کارگردانی           | مسعود جعفری جوزانی | نامزدشده | [ ۲ ] |